# DG Flugzeugbau DG-1000
Die DG-1000 ist ein zweisitziges Segelflugzeug des deutschen Segelflugzeugherstellers DG Flugzeugbau. Sie ist die Weiterentwicklung der DG-505, ihr Erstflug fand am 27. Juli 2000 statt.
Neben der neuentwickelten Tragfläche wird optional ein neues Fahrwerk angeboten, welches so weit nach vorn schwenkt, dass auf ein Bugrad verzichtet werden kann. Bei den Bedienelementen kam als Neuheit der „Piggott-Haken“ dazu, der das unbeabsichtigte Ausfahren der Bremsklappen verhindert. Die Tragflächen bestehen aus CFK. Der Segelflug-Index beträgt 110.

## Versionen
Es gibt bislang zehn Versionen:
- DG-1000S ist die Standard-Ausführung mit 20 m Spannweite. Vorgesehen für Streckenflüge und als die klassische Wettbewerbsmaschine.
- DG-1000S-18/20m ist die Variante mit zusätzlichen Flächenenden für die 18-m-Version.
- DG-1000S Club besitzt „feste“ 18-m-Spannweite und ist eine preisgünstigere Variante für Vereine. Falls eine spätere Umrüstung auf DG-1000S-18/20 m geplant ist, muss die Flächenteilung mitbestellt werden.
- DG-1000T mit Heimkehrhilfe – einem 30-PS-Triebwerk mit einer speziell entwickelten Luftschraube.
- DG-1000J: Diese nichtoffizielle Variante der DG-1000 besitzt ein Strahltriebwerk mit 400 N Schub, das als Heimkehrhilfe statt des Turbos verwendet werden kann. Es sind dabei hohe Horizontalfluggeschwindigkeiten möglich. Das Strahltriebwerk wurde von der Akaflieg Karlsruhe in das Flugzeug integriert.
- DG-1001Club neo ist die Weiterentwicklung der DG-1000S Club mit serienmäßiger Flächenteilung für 20 m Spannweite.
- DG-1001e neo ist die Weiterentwicklung der DG-1001TE mit Elektro-Antrieb (Erstflug Anfang 2020).
- DG-1001M ist die erste eigenstartfähige Version der DG-1000 mit einem etwa 70 PS starken Solo-Motor.
- DG-1001TE ist eine DG-1000T mit Elektromotor. Aufgrund fehlender Nachfrage blieb es bei nur einem Prototyp.

Die Turbovariante ist für beide Spannweiten erhältlich. Das neu entwickelte Motor-Steuerungssystem „DEI-NT“ entlastet dabei die Piloten weitgehend von der Bedienung des Triebwerks. In der 20-m-Konfiguration ist sie für einfachen Kunstflug zugelassen (Lufttüchtigkeitsgruppe „Utility“). Erlaubte Manöver: Trudeln, Looping positiv, Lazy Eight.
Mit 17,2 m Spannweite mit Winglets bzw. 18 m ohne Winglets ist die DG-1000 für vollen Kunstflug zugelassen (Lufttüchtigkeitsgruppe „Aerobatic“): alle Manöver der Utility-Klasse, zusätzlich Rückenflug, Aufschwung, Abschwung, gesteuerte Rolle (Flug- und Betriebshandbuch DG-1000 Kap. 2.6).
Seit dem Februar 2009 wird das Flugzeug als „DG-1001“ produziert mit einigen Neuerungen im Vergleich zur DG-1000 wie beispielsweise einem elektrischen Einziehfahrwerk und der „Mandl-Absaugung“, die ein geringes Leistungsplus bringt. Die erste Lieferung der eigenstartfähigen DG-1001M erfolgte im April 2010. Bis Ende 2010 wurden 99 reine Segelflugzeuge hergestellt, 51 mit Turbomotor und sechs Eigenstarter.

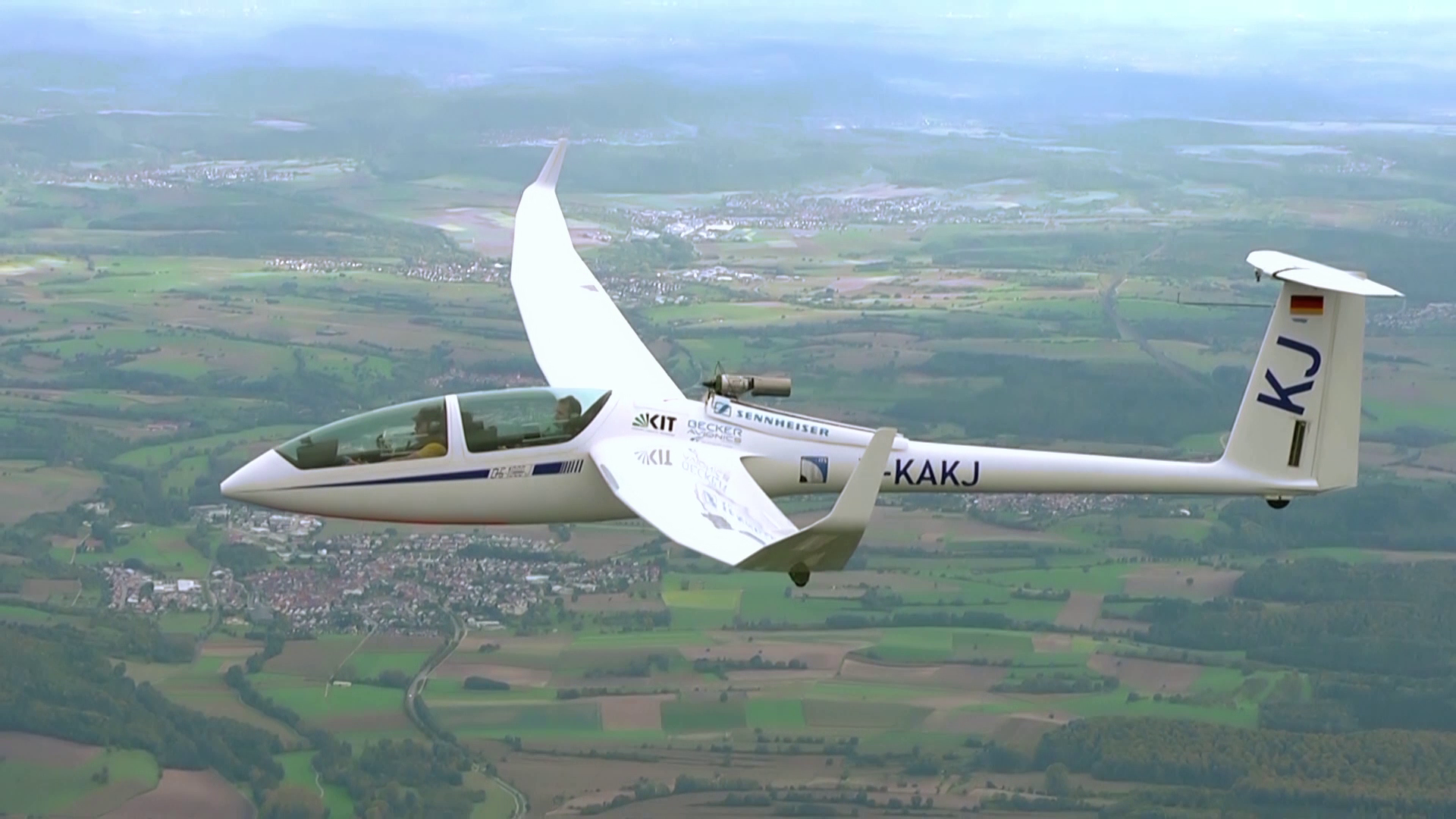
DG-1000J (AK-9) mit ausgefahrenem Strahltriebwerk

Die Akaflieg Karlsruhe hat ihre DG-1000 (D-KAKJ) mit einem Strahltriebwerk AMT Titan MK-6 ausgerüstet. Der Erstflug fand im August 2011 auf dem Idaflieg-Sommertreffen in Aalen-Elchingen statt.

## Nutzung

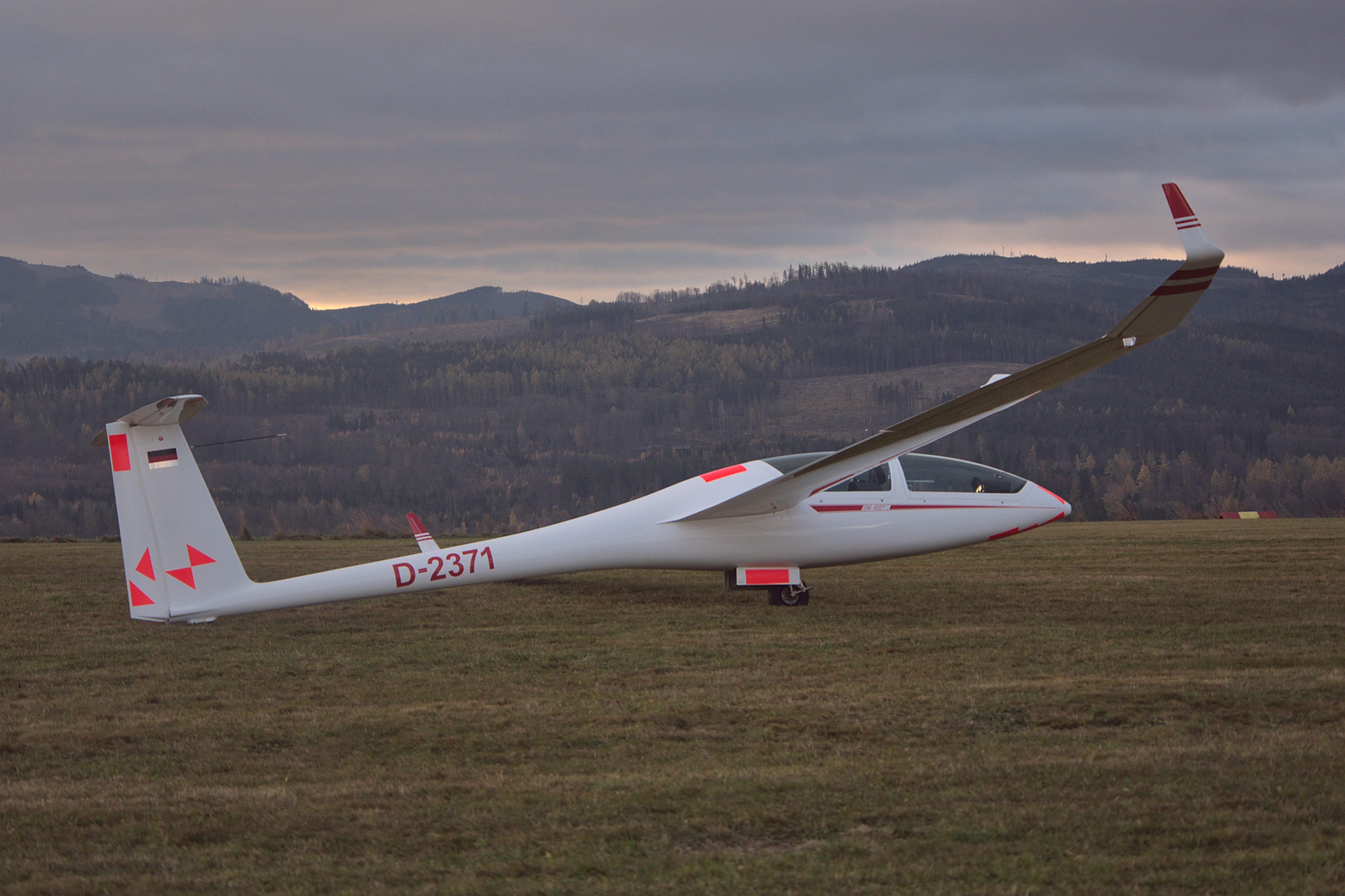
DG-1000S vor einem Wellenflug, Flugplatz Mikulovice

Im Februar und März 2011 bestellte die US Air Force Academy unter der Bezeichnung TG-16A insgesamt 19 DG-1001 Club als Kunstflug-Trainer und als „Basic Trainer“. Im Dezember 2011 bestellte auch die Indonesische Luftwaffe zu Ausbildungszwecken drei Exemplare der DG-1001 Club. Nachdem die DG-1001 Club bereits in vier verschiedene Länder erfolgreich verkauft worden war, konnte 2014 auch ein Vertrag mit der Brasilianischen Luftwaffe als fünftes Land über eine Bestellung von zehn Stück des Modells zu Trainings- und Ausbildungszwecken abgeschlossen werden.

## Technische Daten
| Spannweite            | 20 m              | 18 m            |
| Flügelfläche          | 17,53 m²          | 16,72 m²        |
| Flügelstreckung       | 22,8              | 19,4            |
| Rumpflänge            | 8,57 m            | 8,57 m          |
| Rüstmasse             | 415 kg            | 411 kg          |
| max. Startmasse       | 750 kg            | 750 kg          |
| Höchstgeschwindigkeit | 270 km/h          | 270 km/h        |
| Gleitzahl             | 46,6 bei 120 km/h | 42 bei 123 km/h |